# Serpoll
El Serpoll (Thymus serpyllum) és una espècie de planta del mateix gènere de la farigola (Thymus), de la família de les lamiàcies o labiades.
Viu pràcticament a tot Europa, encara que a la península Ibèrica sol estar representat per diferents varietats de muntanya.
És un subarbust (amb tiges llenyoses només a la base) més o menys prostrat que pot fer entre 10 o 30 centímetres d'alt i s'escampa pel terra (procumbent). Les fulles són persistents i ovals (no revolutes com les de la farigola) d'uns 3 a 8 mm de llargada. Les flors són menudes i flairoses de color rosa porpra. A l'igual que la farigola, es pot utilitzar com a condiment o per a fer infusions.